# Константин Победоносцев
Константин Петрович Победоносцев (на руски: Константин Петрович Победоносцев) е руски юрист и държавник. Обикновено разглеждан като главния представител на руския консерватизъм, той е смятан за сивия кардинал в имперската политика при управлението на неговия ученик Александър III, комуто Победоносцев е ментор.
Личен приятел на Фьодор Достоевски, Победоносцев е един от инициаторите на антисемитските майски закони.
В периода 24 април 1880 – 19 октомври 1905 г., Победоносцев е оберпрокурор. В нощта на 8 срещу 9 март 1901 г., срещу живота на Победоносцев е извършено неуспешно покушение.